# Major Harris
Major Harris (9. února 1947 Richmond, Virginie, USA – 9. listopadu 2012 tamtéž) byl americký R&B zpěvák. Svou profesionální kariéru zahájil v první polovině šedesátých let, kdy postupně působil ve skupinách The Charmers, The Teenagers a The Jarmels. Největší slávy se mu však dostalo až počátkem sedmdesátých let ve skupině The Delfonics. Později měl vlastní kariéru, jeho nejúspěšnějším singlem byla píseň „Love Won't Let Me Wait“, která se dostala na páté místo v žebříčku Billboard Hot 100. Jeho bratrancem byl producent Norman Harris. Byl jedním z umělců, kteří pomáhali vytvořit styl známý jako Philadelphia Sound.